# Supercopa de España de Fútbol 2015
La Supercopa de España 2015 fue la XXXII edición del torneo, correspondiente a la temporada 2015-16. Se disputó a doble partido en España el mes de agosto de 2015 Esta edición de la Supercopa enfrentó al campeón de la temporada 2014-15, el Barcelona, campeón de la Liga y de la Copa del Rey contra Athletic Club, subcampeón de la Copa del Rey. El Athletic Club se quedó con el título al ganar al Barcelona 5-1 en el global.
Desde la Supercopa de España 2007 no ocurría que el campeón o subcampeón de Copa se quedaba con el trofeo de la Supercopa.

## Partidos
| F.C. Barcelona     |  | Bandera de Cataluña    |  | Campeón de la Primera División de España 2014-15 Campeón de la Copa del Rey 2014-15 |
| Athletic de Bilbao |  | Bandera del País Vasco |  | Finalista de la Copa del Rey 2014-15                                                |

### Ida
| 1     | Guardameta     | Gorka Iraizoz    |     |
| 10    | Defensa        | Óscar de Marcos  |     |
| 16    | Defensa        | Xabier Etxeita   |     |
| 4     | Defensa        | Aymeric Laporte  |     |
| 24    | Defensa        | Mikel Balenziaga |     |
| 14    | Centrocampista | Markel Susaeta   | 84' |
| 7     | Centrocampista | Beñat Etxebarria |     |
| 5     | Centrocampista | Javier Eraso     | 76' |
| 6     | Centrocampista | Mikel San José   |     |
| 25    | Centrocampista | Sabin Merino     | 66' |
| 20    | Delantero      | Aritz Aduriz     |     |
| D. T. | D. T.          | Ernesto Valverde |     |

| 1     | Guardameta     | Marc-André ter Stegen |     |
| 6     | Defensa        | Dani Alves            |     |
| 23    | Defensa        | Marc Bartra           |     |
| 21    | Defensa        | Thomas Vermaelen      |     |
| 15    | Defensa        | Adriano Correia       |     |
| 20    | Centrocampista | Sergi Roberto         | 59' |
| 14    | Centrocampista | Javier Mascherano     |     |
| 12    | Centrocampista | Rafinha Alcántara     | 51' |
| 10    | Delantero      | Lionel Messi          |     |
| 9     | Delantero      | Luis Suárez           |     |
| 7     | Delantero      | Pedro Rodríguez       | 71' |
| D. T. | D. T.          | Luis Enrique          |     |

| 30 | Defensa | Iñigo Lekue    | 66' |
| 18 | Defensa | Carlos Gurpegi | 76' |
| 2  | Defensa | Eneko Bóveda   | 84' |

| 8  | Centrocampista | Andrés Iniesta | 51' |
| 4  | Centrocampista | Ivan Rakitić   | 59' |
| 16 | Delantero      | Sandro Ramírez | 71' |

| 13' · 52' · 61' · 67' | Mikel San José Aritz Aduriz | 1-0 2-0 3-0 4-0 |

| 43' · 44' · 70' · 73' · 87' · 90+2' | Javi Eraso Beñat Etxebarria Xabier Etxeita Markel Susaeta Carlos Gurpegi Mikel San José |

| 40' · 66' · 80' · 90+1' | Pedro Rodríguez Dani Alves Javier Mascherano Andrés Iniesta |

| Principal  | José Luis González González |
| Asistentes | José Sánchez Santos         |
|            | Ignacio Rubio Palomino      |
| Cuarto     | Germán Cid Camacho          |

|                    |      |      |
| Tiros              | 9    | 8    |
| Tiros a puerta     | 4    | 5    |
| Faltas             | 21   | 11   |
| Saques de esquina  | 5    | 7    |
| Penaltis           | 1    | 0    |
| Posesión del balón | 32 % | 68 % |

| Alineación inicial |

| 1     | Guardameta     | Gorka Iraizoz    |     |
| 10    | Defensa        | Óscar de Marcos  |     |
| 16    | Defensa        | Xabier Etxeita   |     |
| 4     | Defensa        | Aymeric Laporte  |     |
| 24    | Defensa        | Mikel Balenziaga |     |
| 14    | Centrocampista | Markel Susaeta   | 84' |
| 7     | Centrocampista | Beñat Etxebarria |     |
| 5     | Centrocampista | Javier Eraso     | 76' |
| 6     | Centrocampista | Mikel San José   |     |
| 25    | Centrocampista | Sabin Merino     | 66' |
| 20    | Delantero      | Aritz Aduriz     |     |
| D. T. | D. T.          | Ernesto Valverde |     |

| 1     | Guardameta     | Marc-André ter Stegen |     |
| 6     | Defensa        | Dani Alves            |     |
| 23    | Defensa        | Marc Bartra           |     |
| 21    | Defensa        | Thomas Vermaelen      |     |
| 15    | Defensa        | Adriano Correia       |     |
| 20    | Centrocampista | Sergi Roberto         | 59' |
| 14    | Centrocampista | Javier Mascherano     |     |
| 12    | Centrocampista | Rafinha Alcántara     | 51' |
| 10    | Delantero      | Lionel Messi          |     |
| 9     | Delantero      | Luis Suárez           |     |
| 7     | Delantero      | Pedro Rodríguez       | 71' |
| D. T. | D. T.          | Luis Enrique          |     |

| 30 | Defensa | Iñigo Lekue    | 66' |
| 18 | Defensa | Carlos Gurpegi | 76' |
| 2  | Defensa | Eneko Bóveda   | 84' |

| 8  | Centrocampista | Andrés Iniesta | 51' |
| 4  | Centrocampista | Ivan Rakitić   | 59' |
| 16 | Delantero      | Sandro Ramírez | 71' |

| 13' · 52' · 61' · 67' | Mikel San José Aritz Aduriz | 1-0 2-0 3-0 4-0 |

| 43' · 44' · 70' · 73' · 87' · 90+2' | Javi Eraso Beñat Etxebarria Xabier Etxeita Markel Susaeta Carlos Gurpegi Mikel San José |

| 40' · 66' · 80' · 90+1' | Pedro Rodríguez Dani Alves Javier Mascherano Andrés Iniesta |

| Principal  | José Luis González González |
| Asistentes | José Sánchez Santos         |
|            | Ignacio Rubio Palomino      |
| Cuarto     | Germán Cid Camacho          |

|                    |      |      |
| Tiros              | 9    | 8    |
| Tiros a puerta     | 4    | 5    |
| Faltas             | 21   | 11   |
| Saques de esquina  | 5    | 7    |
| Penaltis           | 1    | 0    |
| Posesión del balón | 32 % | 68 % |

| Alineación inicial |

| 1     | Guardameta     | Gorka Iraizoz    |     |
| 10    | Defensa        | Óscar de Marcos  |     |
| 16    | Defensa        | Xabier Etxeita   |     |
| 4     | Defensa        | Aymeric Laporte  |     |
| 24    | Defensa        | Mikel Balenziaga |     |
| 14    | Centrocampista | Markel Susaeta   | 84' |
| 7     | Centrocampista | Beñat Etxebarria |     |
| 5     | Centrocampista | Javier Eraso     | 76' |
| 6     | Centrocampista | Mikel San José   |     |
| 25    | Centrocampista | Sabin Merino     | 66' |
| 20    | Delantero      | Aritz Aduriz     |     |
| D. T. | D. T.          | Ernesto Valverde |     |

| 1     | Guardameta     | Marc-André ter Stegen |     |
| 6     | Defensa        | Dani Alves            |     |
| 23    | Defensa        | Marc Bartra           |     |
| 21    | Defensa        | Thomas Vermaelen      |     |
| 15    | Defensa        | Adriano Correia       |     |
| 20    | Centrocampista | Sergi Roberto         | 59' |
| 14    | Centrocampista | Javier Mascherano     |     |
| 12    | Centrocampista | Rafinha Alcántara     | 51' |
| 10    | Delantero      | Lionel Messi          |     |
| 9     | Delantero      | Luis Suárez           |     |
| 7     | Delantero      | Pedro Rodríguez       | 71' |
| D. T. | D. T.          | Luis Enrique          |     |

| 30 | Defensa | Iñigo Lekue    | 66' |
| 18 | Defensa | Carlos Gurpegi | 76' |
| 2  | Defensa | Eneko Bóveda   | 84' |

| 8  | Centrocampista | Andrés Iniesta | 51' |
| 4  | Centrocampista | Ivan Rakitić   | 59' |
| 16 | Delantero      | Sandro Ramírez | 71' |

| 13' · 52' · 61' · 67' | Mikel San José Aritz Aduriz | 1-0 2-0 3-0 4-0 |

| 43' · 44' · 70' · 73' · 87' · 90+2' | Javi Eraso Beñat Etxebarria Xabier Etxeita Markel Susaeta Carlos Gurpegi Mikel San José |

| 40' · 66' · 80' · 90+1' | Pedro Rodríguez Dani Alves Javier Mascherano Andrés Iniesta |

| Principal  | José Luis González González |
| Asistentes | José Sánchez Santos         |
|            | Ignacio Rubio Palomino      |
| Cuarto     | Germán Cid Camacho          |

|                    |      |      |
| Tiros              | 9    | 8    |
| Tiros a puerta     | 4    | 5    |
| Faltas             | 21   | 11   |
| Saques de esquina  | 5    | 7    |
| Penaltis           | 1    | 0    |
| Posesión del balón | 32 % | 68 % |

| Alineación inicial |

| 1     | Guardameta     | Gorka Iraizoz    |     |
| 10    | Defensa        | Óscar de Marcos  |     |
| 16    | Defensa        | Xabier Etxeita   |     |
| 4     | Defensa        | Aymeric Laporte  |     |
| 24    | Defensa        | Mikel Balenziaga |     |
| 14    | Centrocampista | Markel Susaeta   | 84' |
| 7     | Centrocampista | Beñat Etxebarria |     |
| 5     | Centrocampista | Javier Eraso     | 76' |
| 6     | Centrocampista | Mikel San José   |     |
| 25    | Centrocampista | Sabin Merino     | 66' |
| 20    | Delantero      | Aritz Aduriz     |     |
| D. T. | D. T.          | Ernesto Valverde |     |

| 1     | Guardameta     | Marc-André ter Stegen |     |
| 6     | Defensa        | Dani Alves            |     |
| 23    | Defensa        | Marc Bartra           |     |
| 21    | Defensa        | Thomas Vermaelen      |     |
| 15    | Defensa        | Adriano Correia       |     |
| 20    | Centrocampista | Sergi Roberto         | 59' |
| 14    | Centrocampista | Javier Mascherano     |     |
| 12    | Centrocampista | Rafinha Alcántara     | 51' |
| 10    | Delantero      | Lionel Messi          |     |
| 9     | Delantero      | Luis Suárez           |     |
| 7     | Delantero      | Pedro Rodríguez       | 71' |
| D. T. | D. T.          | Luis Enrique          |     |

| 30 | Defensa | Iñigo Lekue    | 66' |
| 18 | Defensa | Carlos Gurpegi | 76' |
| 2  | Defensa | Eneko Bóveda   | 84' |

| 8  | Centrocampista | Andrés Iniesta | 51' |
| 4  | Centrocampista | Ivan Rakitić   | 59' |
| 16 | Delantero      | Sandro Ramírez | 71' |

| 13' · 52' · 61' · 67' | Mikel San José Aritz Aduriz | 1-0 2-0 3-0 4-0 |

| 43' · 44' · 70' · 73' · 87' · 90+2' | Javi Eraso Beñat Etxebarria Xabier Etxeita Markel Susaeta Carlos Gurpegi Mikel San José |

| 40' · 66' · 80' · 90+1' | Pedro Rodríguez Dani Alves Javier Mascherano Andrés Iniesta |

| Principal  | José Luis González González |
| Asistentes | José Sánchez Santos         |
|            | Ignacio Rubio Palomino      |
| Cuarto     | Germán Cid Camacho          |

|                    |      |      |
| Tiros              | 9    | 8    |
| Tiros a puerta     | 4    | 5    |
| Faltas             | 21   | 11   |
| Saques de esquina  | 5    | 7    |
| Penaltis           | 1    | 0    |
| Posesión del balón | 32 % | 68 % |

| Alineación inicial |

### Vuelta
| 13    | Guardameta     | Claudio Bravo     |     |
| 6     | Defensa        | Dani Alves        |     |
| 3     | Defensa        | Gerard Piqué      |     |
| 14    | Defensa        | Javier Mascherano |     |
| 24    | Defensa        | Jérémy Mathieu    |     |
| 4     | Centrocampista | Ivan Rakitić      | 67' |
| 5     | Centrocampista | Sergio Busquets   |     |
| 8     | Centrocampista | Andrés Iniesta    |     |
| 10    | Delantero      | Lionel Messi      |     |
| 9     | Delantero      | Luis Suárez       |     |
| 7     | Delantero      | Pedro Rodríguez   | 67' |
| D. T. | D. T.          | Luis Enrique      |     |

| 1     | Guardameta     | Gorka Iraizoz    |     |
| 2     | Defensa        | Eneko Bóveda     |     |
| 16    | Defensa        | Xabier Etxeita   | 66' |
| 4     | Defensa        | Aymeric Laporte  |     |
| 24    | Defensa        | Mikel Balenziaga |     |
| 18    | Defensa        | Carlos Gurpegi   |     |
| 7     | Centrocampista | Beñat Etxebarria | 82' |
| 14    | Centrocampista | Markel Susaeta   |     |
| 10    | Centrocampista | Óscar de Marcos  |     |
| 5     | Centrocampista | Javi Eraso       |     |
| 20    | Delantero      | Aritz Aduriz     | 79' |
| D. T. | D. T.          | Ernesto Valverde |     |

| 16 | Delantero | Sandro Ramírez   | 67' |
| 17 | Delantero | Munir El Haddadi | 67' |

| 3  | Defensa        | Gorka Elustondo | 66' |
| 9  | Delantero      | Kike Sola       | 79' |
| 17 | Centrocampista | Mikel Rico      | 82' |

| 42' | Lionel Messi | 1-0 |

| 74' | Aritz Aduriz | 1-1 |

| 45' | Pedro |

| 29' · 40' · 60' · 60' | Eneko Bóveda Javi Eraso Aritz Aduriz Beñat Etxebarria |

| 56' | Gerard Piqué |

| 85' | Kike Sola |

| Principal  | Carlos Velasco Carballo  |
| Asistentes | Roberto Alonso Fernández |
|            | Marcos Álvarez Moreno    |
| Cuarto     | Miguel Ángel Ortiz Arias |

|                    |      |      |
| Tiros              | 11   | 6    |
| Tiros a puerta     | 4    | 4    |
| Faltas             | 5    | 15   |
| Saques de esquina  | 9    | 3    |
| Posesión del balón | 70 % | 30 % |

| Alineación inicial |

| 13    | Guardameta     | Claudio Bravo     |     |
| 6     | Defensa        | Dani Alves        |     |
| 3     | Defensa        | Gerard Piqué      |     |
| 14    | Defensa        | Javier Mascherano |     |
| 24    | Defensa        | Jérémy Mathieu    |     |
| 4     | Centrocampista | Ivan Rakitić      | 67' |
| 5     | Centrocampista | Sergio Busquets   |     |
| 8     | Centrocampista | Andrés Iniesta    |     |
| 10    | Delantero      | Lionel Messi      |     |
| 9     | Delantero      | Luis Suárez       |     |
| 7     | Delantero      | Pedro Rodríguez   | 67' |
| D. T. | D. T.          | Luis Enrique      |     |

| 1     | Guardameta     | Gorka Iraizoz    |     |
| 2     | Defensa        | Eneko Bóveda     |     |
| 16    | Defensa        | Xabier Etxeita   | 66' |
| 4     | Defensa        | Aymeric Laporte  |     |
| 24    | Defensa        | Mikel Balenziaga |     |
| 18    | Defensa        | Carlos Gurpegi   |     |
| 7     | Centrocampista | Beñat Etxebarria | 82' |
| 14    | Centrocampista | Markel Susaeta   |     |
| 10    | Centrocampista | Óscar de Marcos  |     |
| 5     | Centrocampista | Javi Eraso       |     |
| 20    | Delantero      | Aritz Aduriz     | 79' |
| D. T. | D. T.          | Ernesto Valverde |     |

| 16 | Delantero | Sandro Ramírez   | 67' |
| 17 | Delantero | Munir El Haddadi | 67' |

| 3  | Defensa        | Gorka Elustondo | 66' |
| 9  | Delantero      | Kike Sola       | 79' |
| 17 | Centrocampista | Mikel Rico      | 82' |

| 42' | Lionel Messi | 1-0 |

| 74' | Aritz Aduriz | 1-1 |

| 45' | Pedro |

| 29' · 40' · 60' · 60' | Eneko Bóveda Javi Eraso Aritz Aduriz Beñat Etxebarria |

| 56' | Gerard Piqué |

| 85' | Kike Sola |

| Principal  | Carlos Velasco Carballo  |
| Asistentes | Roberto Alonso Fernández |
|            | Marcos Álvarez Moreno    |
| Cuarto     | Miguel Ángel Ortiz Arias |

|                    |      |      |
| Tiros              | 11   | 6    |
| Tiros a puerta     | 4    | 4    |
| Faltas             | 5    | 15   |
| Saques de esquina  | 9    | 3    |
| Posesión del balón | 70 % | 30 % |

| Alineación inicial |

| 13    | Guardameta     | Claudio Bravo     |     |
| 6     | Defensa        | Dani Alves        |     |
| 3     | Defensa        | Gerard Piqué      |     |
| 14    | Defensa        | Javier Mascherano |     |
| 24    | Defensa        | Jérémy Mathieu    |     |
| 4     | Centrocampista | Ivan Rakitić      | 67' |
| 5     | Centrocampista | Sergio Busquets   |     |
| 8     | Centrocampista | Andrés Iniesta    |     |
| 10    | Delantero      | Lionel Messi      |     |
| 9     | Delantero      | Luis Suárez       |     |
| 7     | Delantero      | Pedro Rodríguez   | 67' |
| D. T. | D. T.          | Luis Enrique      |     |

| 1     | Guardameta     | Gorka Iraizoz    |     |
| 2     | Defensa        | Eneko Bóveda     |     |
| 16    | Defensa        | Xabier Etxeita   | 66' |
| 4     | Defensa        | Aymeric Laporte  |     |
| 24    | Defensa        | Mikel Balenziaga |     |
| 18    | Defensa        | Carlos Gurpegi   |     |
| 7     | Centrocampista | Beñat Etxebarria | 82' |
| 14    | Centrocampista | Markel Susaeta   |     |
| 10    | Centrocampista | Óscar de Marcos  |     |
| 5     | Centrocampista | Javi Eraso       |     |
| 20    | Delantero      | Aritz Aduriz     | 79' |
| D. T. | D. T.          | Ernesto Valverde |     |

| 16 | Delantero | Sandro Ramírez   | 67' |
| 17 | Delantero | Munir El Haddadi | 67' |

| 3  | Defensa        | Gorka Elustondo | 66' |
| 9  | Delantero      | Kike Sola       | 79' |
| 17 | Centrocampista | Mikel Rico      | 82' |

| 42' | Lionel Messi | 1-0 |

| 74' | Aritz Aduriz | 1-1 |

| 45' | Pedro |

| 29' · 40' · 60' · 60' | Eneko Bóveda Javi Eraso Aritz Aduriz Beñat Etxebarria |

| 56' | Gerard Piqué |

| 85' | Kike Sola |

| Principal  | Carlos Velasco Carballo  |
| Asistentes | Roberto Alonso Fernández |
|            | Marcos Álvarez Moreno    |
| Cuarto     | Miguel Ángel Ortiz Arias |

|                    |      |      |
| Tiros              | 11   | 6    |
| Tiros a puerta     | 4    | 4    |
| Faltas             | 5    | 15   |
| Saques de esquina  | 9    | 3    |
| Posesión del balón | 70 % | 30 % |

| Alineación inicial |

| 13    | Guardameta     | Claudio Bravo     |     |
| 6     | Defensa        | Dani Alves        |     |
| 3     | Defensa        | Gerard Piqué      |     |
| 14    | Defensa        | Javier Mascherano |     |
| 24    | Defensa        | Jérémy Mathieu    |     |
| 4     | Centrocampista | Ivan Rakitić      | 67' |
| 5     | Centrocampista | Sergio Busquets   |     |
| 8     | Centrocampista | Andrés Iniesta    |     |
| 10    | Delantero      | Lionel Messi      |     |
| 9     | Delantero      | Luis Suárez       |     |
| 7     | Delantero      | Pedro Rodríguez   | 67' |
| D. T. | D. T.          | Luis Enrique      |     |

| 1     | Guardameta     | Gorka Iraizoz    |     |
| 2     | Defensa        | Eneko Bóveda     |     |
| 16    | Defensa        | Xabier Etxeita   | 66' |
| 4     | Defensa        | Aymeric Laporte  |     |
| 24    | Defensa        | Mikel Balenziaga |     |
| 18    | Defensa        | Carlos Gurpegi   |     |
| 7     | Centrocampista | Beñat Etxebarria | 82' |
| 14    | Centrocampista | Markel Susaeta   |     |
| 10    | Centrocampista | Óscar de Marcos  |     |
| 5     | Centrocampista | Javi Eraso       |     |
| 20    | Delantero      | Aritz Aduriz     | 79' |
| D. T. | D. T.          | Ernesto Valverde |     |

| 16 | Delantero | Sandro Ramírez   | 67' |
| 17 | Delantero | Munir El Haddadi | 67' |

| 3  | Defensa        | Gorka Elustondo | 66' |
| 9  | Delantero      | Kike Sola       | 79' |
| 17 | Centrocampista | Mikel Rico      | 82' |

| 42' | Lionel Messi | 1-0 |

| 74' | Aritz Aduriz | 1-1 |

| 45' | Pedro |

| 29' · 40' · 60' · 60' | Eneko Bóveda Javi Eraso Aritz Aduriz Beñat Etxebarria |

| 56' | Gerard Piqué |

| 85' | Kike Sola |

| Principal  | Carlos Velasco Carballo  |
| Asistentes | Roberto Alonso Fernández |
|            | Marcos Álvarez Moreno    |
| Cuarto     | Miguel Ángel Ortiz Arias |

|                    |      |      |
| Tiros              | 11   | 6    |
| Tiros a puerta     | 4    | 4    |
| Faltas             | 5    | 15   |
| Saques de esquina  | 9    | 3    |
| Posesión del balón | 70 % | 30 % |

| Alineación inicial |

| Campeón Supercopa de España 2015 |
| -------------------------------- |
| Athletic de Bilbao 2° Título     |

| Predecesor: Supercopa de España 2014 | Supercopa de España 2015 | Sucesor: Supercopa de España 2016 |

## Filmografía
- Retransmisión T5, «Video del partido de ida completo (T5)» en mitele.es
- Retransmisión T5, «Video del partido de vuelta completo (T5)» en mitele.es
- Telediario-TVE, «Una marea rojiblanca celebra el supercampeonato de España en Bilbao (TD-TVE)» en rtve.es